# Bussey-Gletscher
Der Bussey-Gletscher ist ein Gletscher im Grahamland auf der Antarktischen Halbinsel. Er fließt vom Mount Peary in westlicher Richtung zur Graham-Küste und mündet in das Kopfende der Waddington-Bucht.
Erstmals kartiert wurde der Gletscher bei der Fünften Französischen Antarktisexpedition unter der Leitung des Polarforschers Jean-Baptiste Charcots. Das UK Antarctic Place-Names Committee benannte ihn 1959 nach John Bussey (1895–1979) von der Royal Air Force, Leiter der Luftoperationen des britischen Direktorats für überseeische Landvermessungen (Directorate of Overseas Surveys, DOS).